# وی کویو
وی کویو (انگلیسی: Wei Qiuyue؛ زادهٔ ۲۶ سپتامبر ۱۹۸۸) بازیکن والیبال تیم ملی جمهوری خلق چین است.
وی در قهرمانی جهان ۲۰۱۰ به عنوان بهترین پاسور مسابقات انتخاب شد. او در المپیک ۲۰۰۸ در ترکیب تیم ملی چین حضور داشت و به همراه دیگر بازیکن‌ها به مدال برنز دست یافت.